# Ränneslätt

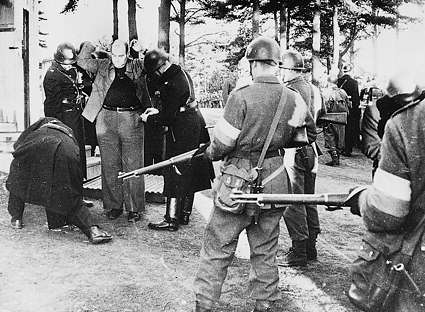
Svenska polis- och militärbevakningen vid Ränneslätt utanför Eksjö i samband med Baltutlämningen.

Ränneslätt, utanför Eksjö i Småland, anses vara en av Sveriges äldsta militära övningsplatser och mötesplats.

## Historik
Den svenske kungen Erik XIV mönstrade svenska armén där 1564 i samband med kriget mot Danmark. År 1690 blev Ränneslätt permanent övnings- och mötesplats för Smålands kavalleriregemente. Permanent bebyggelse började uppföras på övningsplatsen på 1820-talet, då en del byggnader som tidigare stått vid officersbostället i Kvarnarp flyttades hit. Kvarnarp hade tidigare använts för en del övningar. Vid mitten av 1800-talet uppfördes kaserner, stall, ridhus med mera. 1868 uppfördes ett sjukhus på södra delen av slätten och 1878 tillkom stora chefsbostaden som 1927 kom att övertas som bostad för chefen för Göta ingenjörregemente. 1879 tillkom grenadjärkårens underofficersmäss, senare använd av skjutfältsavdelningen och 1880 Soåsabaracken som senare brukades som förråd. Av de äldsta bevarade byggnaderna idag är en ombyggd officerspaviljong och en norr om den belägen köksbyggnad, båda från 1834. Det gamla ridhuset liksom två kokhus från 1878 är idag klassade som kulturminnen.
År 1906 stod de nya kasernerna för husarregementet färdiga vid Stockholmsvägen. De gamla kasernerna användes av Östgöta trängkår 1907–1911 och övertogs därefter av Göta ingenjörregemente 1928.
Under andra världskriget inrättades ett interneringsläger för omkring 1 000 tyska och 167 baltiska soldater på Ränneslätt. Soldaterna var huvudsakligen sysselsatta med dikesarbeten, vägbyggen och liknande, och uppförde även en "teaterlada" som senare kom att ingå i Göta Ingenjörsregementes fritidsgård. Lägret tömdes i november 1945 inför baltutlämningen.
Området omfattar i dag ett femtontal byggnader av högt kulturhistoriskt värde.
En omständighet som mer än något satte sin prägel på det forna möteslivet på Ränneslätt var platsens omedelbara närhet till Eksjö. Särskilt gällde detta Smålands husarer, som under så gott som hela sin existens hade övningarna förlagda till Ränneslätt. Husarerna blev starkt förknippade med staden Eksjö. Ränneslätt och staden Eksjö representerar tillsammans en 400-årig historia.
Tio soldater dödades vid en övning med minor på Ränneslätt vid Eksjö den 6 mars 1943. Denna händelse har gett namn åt platsen "mingläntan".